# سی و ششمین مراسم گلدن گلوب
۳۶مین مراسم گلدن گلوب برای ارج نهادن به بهترین فیلم و شوی تلویزیونی سال ۱۹۷۸ در ۲۷ ژانویه سال ۱۹۷۹ برگزار شد

## برندگان و نامزدها

### سینمایی
| بهترین فیلم | بهترین فیلم |
| جایزه گلدن گلوب بهترین فیلم درام | جایزه گلدن گلوب بهترین فیلم موزیکال یا کمدی |
| --- | --- |
| - قطار سریع‌السیر نیمه‌شب - بازگشت به وطن - روزهای بهشت - شکارچی گوزن - زن مجرد | - بهشت می‌تواند صبر کند - California Suite - Foul Play - گریس - فیلم فیلم |
| بهترین اجرا در یک Motion Picture – Drama | |
| جایزه گلدن گلوب بهترین بازیگر مرد فیلم درام | جایزه گلدن گلوب بهترین بازیگر زن فیلم درام |
| - جان ویت – بازگشت به وطن در نقش Luke Martin - برد دیویس – قطار سریع‌السیر نیمه‌شب در نقش Billy Hayes - رابرت دنیرو – شکارچی گوزن در نقش Michael Vronsky - آنتونی هاپکینز – شعبده‌بازی در نقش Corky Withers / "Fats" - گریگوری پک – پسران برزیل در نقش یوزف منگله                                              | - جین فوندا – بازگشت به وطن در نقش Sally Hyde - اینگرید برگمن – سونات پاییزی در نقش Charlotte Andergast - جیل کلایبورگ – زن مجرد در نقش Erica - گلندا جکسون – Stevie در نقش Stevie Smith - جرالدین پیج – صحنه‌های داخلی در نقش Eve                                                                  |
| بهترین اجرا در یک Motion Picture – Comedy or Musical | |
| جایزه گلدن گلوب بهترین بازیگر مرد فیلم موزیکال یا کمدی | جایزه گلدن گلوب بهترین بازیگر زن - فیلم موزیکال یا کمدی |
| - وارن بیتی – بهشت می‌تواند صبر کند در نقش Joe Pendleton - آلن آلدا – سال بعد، همین موقع در نقش George - گری بیوسی – داستان بادی هولی در نقش بادی هالی - چوی چیس – Foul Play در نقش Det. Tony Carlson - جرج سی. اسکات – فیلم فیلم در نقش Gloves Malloy / Spats Baxter - جان تراولتا – گریس در نقش Danny Zuko | - الن برستین – سال بعد، همین موقع در نقش Doris (TIE) - مگی اسمیت – سوئیت کالیفرنیا در نقش Diana Barrie (TIE) - جکلین بیسیت – چه کسی در حال کشتن سرآشپزهای بزرگ اروپا است؟ در نقش Natasha O'Brien - گلدی هان – Foul Play در نقش Gloria Mundy - الیویا نیوتن جان – گریس در نقش Sandy Olsson          |
| Best Supporting Performance in a Motion Picture – Drama, Comedy or Musical | |
| جایزه گلدن گلوب بهترین بازیگر نقش مکمل مرد | جایزه گلدن گلوب بهترین بازیگر نقش مکمل زن |
| - جان هرت – قطار سریع‌السیر نیمه‌شب در نقش Max - بروس درن – بازگشت به وطن در نقش Bob Hyde - دادلی مور – Foul Play در نقش Stanley Tibbets - رابرت مورلی – چه کسی در حال کشتن سرآشپزهای بزرگ اروپا است؟ در نقش Max - کریستوفر واکن – شکارچی گوزن در نقش Cpl. Nikanor "Nick" Chevotarevich                       | - داین کنون – بهشت می‌تواند صبر کند در نقش Julia Farnsworth - کارول برنت – یک عروسی در نقش Tulip Brenner - مورین استیپلتون – صحنه‌های داخلی در نقش Pearl - مریل استریپ – شکارچی گوزن در نقش Linda - مونا واشبورن – Stevie در نقش Aunt                                                                |
| Other | |
| جایزه گلدن گلوب بهترین کارگردانی | جایزه گلدن گلوب بهترین فیلم‌نامه |
| - مایکل چیمینو – شکارچی گوزن - وودی آلن – صحنه‌های داخلی - هال اشبی – بازگشت به وطن - ترنس مالیک – روزهای بهشت - پل مازورسکی – زن مجرد - آلن پارکر – قطار سریع‌السیر نیمه‌شب | - قطار سریع‌السیر نیمه‌شب – الیور استون - بازگشت به وطن – رابرت سی. جونز and والدو سالت - شکارچی گوزن – Deric Washburn - Foul Play – کالین هیگینس - صحنه‌های داخلی – وودی آلن - زن مجرد – پل مازورسکی                                                                                                 |
| جایزه گلدن گلوب بهترین موسیقی | جایزه گلدن گلوب بهترین ترانه غیراقتباسی |
| - قطار سریع‌السیر نیمه‌شب – جورجو مورودر - فرزندان سانچز – Chuck Mangione - ارباب حلقه‌ها – لئونارد روزنمن - سوپرمن – جان ویلیامز - زن مجرد – بیل کانتی | - "Last Dance" (پال جبارا) – Thank God It's Friday - "Grease" (بری گیب) – گریس - "The Last Time I Felt Like This" (ماروین هملیش، آلن و مرلین برگمن) – سال بعد، همین موقع - "Ready to Take a Chance Again" (چارلز فاکس، نورمن گیمبل) – Foul Play - "تو کسی هستی که من می‌خواهم" (John Farrar) – گریس |
| New Star of the Year – Actor | New Star of the Year – Actress |
| - برد دیویس – قطار سریع‌السیر نیمه‌شب در نقش Billy Hayes - چوی چیس – Foul Play در نقش Det. Tony Carlson - هری هملین – فیلم فیلم در نقش Joey Popchik - Doug McKeon – Uncle Joe Shannon در نقش Robbie - اریک رابرتس – پادشاه کولی‌ها (فیلم) در نقش Dave Stepanowicz                                              | - آیرین میرکل – قطار سریع‌السیر نیمه‌شب در نقش Susan - Anne Ditchburn – رقص آهسته در شهر بزرگ در نقش Sarah Gantz - آنی پاتس – کوروت تابستان در نقش Vanessa - Anita Skinner – دوست‌دخترها در نقش Jean Moreton - مری استینبورگن – رهسپار جنوب در نقش Julie Tate                                         |
| جایزه بهترین فیلم غیر انگلیسی‌زبان در مراسم گلدن گلوب | |
| - سونات پاییزی (سوئد) - مرگ بر روی نیل (انگلستان) - دونا فلور و دو شوهرش (برزیل) - A Dream of Passion (یونان) - دستمال‌های خود را آماده کنید (فرانسه) - Lemon Popsicle (اسرائیل) | |

### مجموعه تلویزیونی

#### جایزه گلدن گلوب بهترین مجموعه تلویزیونی – درام
۶۰ دقیقه
- Battlestar Galactica
- Family
- هولوکاست
- لو گرانت

#### جایزه گلدن گلوب بهترین مجموعه تلویزیونی – کمدی یا موزیکال
Taxi
- آلیس
- همگی در خانواده
- The Love Boat
- Three's Company

#### جایزه گلدن گلوب بهترین بازیگر مرد – مجموعه تلویزیونی درام
مایکل موریارتی - هولوکاست
- اد اسنر - لو گرانت
- جیمز گارنر - کارآگاه راکفورد
- Richard Hatch - Battlestar Galactica
- جان هاوسمن - The Paper Chase
- مایکل لندون - خانه کوچک

#### جایزه گلدن گلوب بهترین بازیگر زن – مجموعه تلویزیونی درام
رزماری هریس - هولوکاست
- کیت جکسون - فرشتگان چارلی
- کریستی مک‌نیکول - Family
- لی رمیک - Wheels
- سادا تامپسون - Family

#### جایزه گلدن گلوب بهترین بازیگر مرد – مجموعه تلویزیونی موزیکال یا کمدی
رابین ویلیامز - Mork and Mindy
- آلن آلدا - M*A*S*H
- گوین مکلئود - The Love Boat
- جاد هیرش - Taxi
- جان ریتر - Three's Company

#### جایزه گلدن گلوب بهترین بازیگر زن – مجموعه تلویزیونی موزیکال یا کمدی
لیندا لوین - آلیس
- کارول برنت - The Carol Burnett Show
- پنی مارشال - Laverne & Shirley
- سوزان سامرس - Three's Company
- جین استیپلتون - همگی در خانواده

#### جایزه گلدن گلوب بهترین بازیگر نقش مکمل مرد – سریال، سریال کوتاه یا فیلم تلویزیونی
نورمن فل - Three's Company
- جف کاناوی - Taxi
- دنی دویتو - Taxi
- پت هرینگتون جونیور - One Day at a Time
- اندی کافمن - Taxi

#### جایزه گلدن گلوب بهترین بازیگر نقش مکمل زن – سریال، سریال کوتاه یا فیلم تلویزیونی
پالی هالیدی - آلیس
- مریلو هنر - Taxi
- جولی کاونر - Rhoda
- لیندا کلسی - لو گرانت
- اودری لیندلی - Three's Company
- نانسی واکر - Rhoda